# Dylan Robert
Dylan Robert (Marsiglia, 10 marzo 2000) è un attore francese di origine irachena e tunisina.

## Biografia
È nato nel 3º arrondissement di Marsiglia. È di origine irachena e tunisina.  Ha smesso i propri studi all'età di 12 anni, fingendo di andare in classe. Pensava di diventare piastrellista.
Mentre era detenuto, un educatore penitenziario gli ha parlato del casting per il lungometraggio Shéhérazade, diretto dal regista Jean-Bernard Marlin, che lo ha scelto per il ruolo di protagonista. Durante le riprese del film, è sempre stato presente un educatore penitenziario. Prima delle riprese ha eseguito diverse sessioni di logopedia. Il film è stato presentato al Festival di Cannes 2018 tra le proiezioni speciali nella sezione della Settimana Internazionale della Critica.
All'età di 18 anni, ha vinto il Premio César per la migliore promessa maschile per Shéhérazade.
È stato condannato il 15 marzo 2024 a 4 anni di carcere per una serie di rapine commesse nel 2019. Il 14 marzo 2025 viene condannato a 3 anni per il furto con violenza di un veicolo.

## Filmografia
- Shéhérazade, regia di Jean-Bernard Marlin (2019)
- ADN, regia di Maïwenn (2020)
- A passo d'uomo , regia di Denis Imbert (2023)